# Europäische Knollenmiere
Die Europäische Knollenmiere (Pseudostellaria europaea) ist  eine Pflanzenart aus der Gattung der Knollenmieren (Pseudostellaria) innerhalb der Familie der Nelkengewächse (Caryophyllaceae).

## Beschreibung

### Vegetative Merkmale
Die Europäische Knollenmiere ist eine ausdauernde krautige Pflanze, die Wuchshöhen von meist 6 bis 20 (5 bis 22) Zentimetern erreicht. Das fadenförmige, kriechende Rhizom trägt an den Knoten etwa erbsengroße, rundliche, ovale oder rübenförmige Wurzelknollen, die in bis zu 10 Zentimeter lange Faserwurzeln ausgehen. Die Jahrestriebe entspringen aus den auf den kleinen Wurzelknollen sitzenden Knospen. Der runde Stängel ist im oberen Bereich einstreifig behaart.
Der Stängel trägt bis zur endständigen Blüte drei bis sechs Blattpaare. Die Laubblätter sind gegenständig am Stängel angeordnet. Die Blattspreite ist in einen kurzen stielartigen Blattgrund zusammengezogen oder sitzend. Die einfache, ganzrandige Blattspreite ist bei einer Länge von 2 bis 6 Zentimetern sowie einer Breite von 7 bis 22 Millimetern elliptisch, eiförmig, lanzettlich oder eilanzettlich mit spitzem oberen Ende. Die Blattoberseite ist fein flaumig behaart, aber früh verkahlend. Die Laubblätter besitzen am Rand steife Wimpern.

### Generative Merkmale
Die Blütezeit ist April bis Mai. Im oberen Bereich des Stängels befinden sich ein bis drei Blüten. Die bei einer Länge von 2 bis 3 Zentimetern relativ langen Blütenstiele besitzen eine Haarleiste. Die Blütenstiele stehen aufrecht, sie sind im Verblühen aber herabhängend und richten sich nach Entleerung der Kapselfrüchte wieder etwas auf.
Die zwittrige oder meist sterile Blüte ist radiärsymmetrisch und fünfzählig. Die fünf kahlen Kelchblätter sind bei einer Länge von 4 bis 5 oder 5 bis 6 Millimeter länglich-lanzettlich. Die fünf weißen Kronblätter sind auf etwa einem Viertel ihrer Länge ausgerandet, sie sind 5 bis 8 Millimeter lang, etwa anderthalb bis ein-zweidrittel so lang wie die Kelchblätter. Es sind meist zwei, seltener drei Griffel vorhanden. Es sind oft noch kleinere, vierzählige, kleistogame fertile Blüten in den unteren Blattachseln vorhanden.
Die Kapselfrucht ist etwa so lang wie der Kelch. Die reife Kapselfrucht springt bis zum Grunde auf und enthält ein bis zehn Samen. Die braunen Samen sind nierenförmig und dicht mit spitzen Warzen bedeckt.
Die Chromosomenzahl beträgt 2n = 32.

## Vorkommen und Gefährdung
Von der Europäischen Knollenmiere gibt es Fundortangaben aus Italien, Slowenien, Kroatien, Österreich und der Schweiz. Das östliche Hauptareal befindet sich im Süden der Ostalpen und deren Vorland, in feucht-schattigen Laubwäldern, meist an Bächen, auf kalkarmen Böden in der Süd- und West-Steiermark, in Kärnten sowie im angrenzenden Slowenien. Die meisten Wuchsorte liegen in einem breiten Streifen etwa zwischen Graz und Ljubljana, östliche Vorposten bis Varaždin, südliche bis Karlovac in Kroatien. Das westliche, disjunkte Teilareal liegt in Italien und der Schweiz (hier erst 1998 entdeckt). In der Schweiz kommt sie nur im Tessin vor und ist dort stark gefährdet sowie gesetzlich geschützt. In Italien liegen die Vorkommen in der insubrischen Region, in den Provinzen Biella, Vercelli, Novara und Varese, in der submontanen bis montanen Höhenstufe. Die Vorkommen wurden der Assoziation Pseudostellario europaeae–Fraxinetum, mit der Art als Charakterart, zugeschrieben, die im Erlen-Eschen und Haselwald entlang von Bachufern vorkommt. Die Art gilt als gefährdet (vulnerable) im Piemont und der Region Friaul-Julisch Venetien.
Sie gedeiht im Tessin in Pflanzengesellschaften des Verbands des Hartholz-Auwalds (Fraxinion). Das ursprünglich aus Österreich beschriebene Stellario bulbosae-Fraxinetum (mit etwas abweichender Zusammensetzung zu den italienischen Vorkommen) gilt dort inzwischen als zweifelhaft und sollte nach Ansicht einiger Autoren besser in den Erlen-Eschen-Bachauenwald (Carici remotae-Fraxinetum) einbezogen werden.
Die ökologischen Zeigerwerte nach Landolt et al. 2010 sind in der Schweiz: Feuchtezahl F = 3+fw (feucht aber mäßig wechselnd und im Bereich von fließenden Bodenwasser), Lichtzahl L = 2 (schattig), Reaktionszahl R = 2 (sauer), Temperaturzahl T = 4+ (warm-kollin), Nährstoffzahl N = 3 (mäßig nährstoffarm bis mäßig nährstoffreich), Kontinentalitätszahl K = 2 (subozeanisch).

## Taxonomie
Die Europäische Knollenmiere wurde durch Franz Xaver Freiherr von Wulfen 1762 oder 1763 bei Ljubljana entdeckt. Die Erstveröffentlichung erfolgte 1791 unter dem Namen Stellaria bulbosa durch Franz Xaver Freiherr von Wulfen in Jacquins Collectanea, Band 3, S. 21. Die Neukombination unter dem Ersatznamen Pseudostellaria europaea Schaeftl. wurde 1957 durch Hans Schaeftlein in Phyton (Horn) veröffentlicht, da der Name Pseudostellaria bulbosa durch die bereits 1935 (ursprünglich 1921 als Krascheninnikowia bulbosa) beschriebene ostasiatische Pseudostellaria bulbosa (Nakai) Ohwi präokkupiert war.
Die Gattung Pseudostellaria umfasst etwa 20 Arten, mit Verbreitungszentrum in Ostasien. Pseudostellaria europaea ist die einzige europäische Art.

## Weiterführende Literatur
- Michele Lonati, Consolata Siniscalco: Syntaxonomy, synecology and conservation of Pseudostellaria europaea Schaeftlein communities in NW Italy in comparison with populations in the Eastern Alps. In: Plant Biosystems, Volume 143, Issue 1, 2009, S. 120–136. doi:10.1080/11263500802633857